# Ipiranga (São José)
O Ipiranga é um bairro do distrito de Barreiros no município catarinense de São José. É o terceiro bairro mais populoso do distrito, com aproximadamente 14.139 mil habitantes em 2010, sendo 51,96% composto de mulheres. Tem divisas com os bairros Areias, Jardim Santiago, Cidade Jardim Florianópolis, Real Parque e Pedregal.

## Geografia

### Limites
Os bairros vizinhos ao Ipiranga são Areias, Jardim Santiago, Cidade Jardim Florianópolis, Real Parque e Pedregal.
As fronteiras do bairro são delimitadas pelos seguintes logradouros: rua Santa Clara, BR-101, rua Domingos Pedro Hermes, rua Célia Veiga, rua João Paulo Gaspar, avenida da Torres, rua Hélio Estéfano Becker, rua Franklin Cascaes, rua José João Martins e rua Santa Terezinha.

### Rios
No bairro Ipiranga estão nascentes de afluentes da margem direita do rio Três Henriques (bairro Areias). No relatório de março de 2013, para o plano de saneamento básico de São José, foi mostrado que as nascentes não estão suficientemente protegidas. Os principais riscos detectados no bairro Ipiranga foram lançamento de esgoto, presença de resíduos, construções desrespeitando a distância mínima, entre outros. Em 2010, cinquenta caminhões de lixo haviam sido retirados do rio Três Henriques num trabalho de desassoramento. Em 2018, vereadores pautaram pedido de despoluição do rio, embora sem resultados reais.

## Educação
O bairro conta com diversas escolas de ensino fundamental e médio. Algumas delas são:
- Creche Vinde a Mim as Criancinhas (particular), rua Otto Júlio Malina
- Colégio Reino Azul (particular), rua Otto Júlio Malina
- Escola São Judas Tadeu (pública), rua Nove de Julho
- Escola Maria Minervina Soares Cunha(pública), rua Otto Júlio Malina
- Escola Centro Educacional Municipal Professora Maria Iracema Martins De Andrade (particular), rua Otto Júlio Malina
- Escola Wanderley Junior (pública), rua Otto Júlio Malina
- Escola Centro Educacional Renascer (pública), rua José Antônio Pereira
- Escola Doutor Homero de Miranda Gomes[7] (pública), rua Otto Júlio Malina

Em março de 2019, foi iniciada a construção de uma unidade do SESC na rua João Sandim. A estrutura de cerca de R$ 4,3 milhões foi inauguarada em outubro do mesmo ano.

## Espaços públicos
O bairro conta com alguns espaços públicos como a Praça da Paz, na rua Antônio Mariano de Souza. O espaço foi revitalizado em março de 2018, numa ação beneficente privada. Em 2019, foram iniciados projetos para a criação de uma nova praça "Parque Francisco Nappi" entre as ruas Francisco Nappi e Valdemar Rufino da Silva. O local deve conter um parque infantil com adaptações para pessoas com deficiência, equipamentos para alongamento e exercícios físicos com adaptações para maior acessibilidade, além de uma quadra poliesportiva com bancos.

## Segurança
O Batalhão de Operações Policiais Especiais da Polícia Militar de Santa Catarina está localizado no bairro Ipiranga, nas margens da BR-101.

## Primeira capela
Em 1912, por iniciativa da comunidade, foi iniciada a construção da capela de Nossa Senhora de Lourdes. A poucos metros da praia, foi construída a pequena capela com 54 m2 na rua Heriberto Hulse. Em 1948, foi iniciada a ampliação da capela, que requereu intenso apoio da comunidade. A obra foi inauguarada apenas em janeiro de 1952, mantendo as mesmas características desde então (senão por pequenas reformas de manutenção). Na década de 60, o pároco era o Pe. Justino Cortjens e os vigários eram Pe. Venâncio e o Pe. Agostinho. Depois da construção da BR-101 na década de 50, os limites dos bairros foram alterados, sendo hoje, portanto, a capela parte do bairro Jardim Santiago.